# Твердження (логіка)
Твердження (у логіці) — це:
1. змістовне розповідне речення, яке може бути істинним або хибним.
2. описове речення, яке стверджує що саме є істинними, а що є хибним.

В останньому випадку, твердження відрізняється від речення, в якому речення тільки формулює твердження, в той же час як може бути багато інших формулювань, які можуть виражати одне й те саме твердження.

## Огляд
Спеціаліст з філософії мови, Пітер Стросон надає перевагу використанню терміна «твердження» в сенсі (1) над висловлюванням. Стросон використовував термін «твердження», щоб звернути увагу на те, що два розповідні речення можуть давати одне й те ж саме пояснення, якщо вони пояснюють одне й те саме явище, але по-різному. Таким чином, у твердженні, яке пропонує Стросон: «Всі люди смертні.» і «Кожна людина смертна.» — два різних речення, але які говорять про одне й те саме твердження.
У будь-якому випадку твердження розглядається як істина.
Приклади речень, які є твердженням (або стверджують щось):
1. «Сократ це людина».
2. «Трикутник має три сторони.»
3. «Мадрид це столиця Іспанії.»

Приклади речень, які не є твердженнями (не стверджують нічого):
1. «Хто ти?»
2. «Біжи!»
3. «Недосвідченість поневіряється».
4. «В мене був один гранч, а баклажан ось там»
5. «Король Франції мудрий».
6. «Броколі має хороший смак.»
7. «Єдинороги існують.»

Перші два приклади не є розповідні речення та більше того, нічого не стверджують. Третій і четвертий є розповідні речення, але не мають сенсу, вони не є ні істинними, ні хибними, і більше того вони не стверджують нічого. П'ятий і шостий приклади є суттєвими розповідними реченнями, але вони не є твердженнями, а скоріше висловлюють думку чи пріоритетність. Чи речення «Пегас існує» є твердженням викликає дискусії серед філософів. Бертран Рассел вважає, що це хибне твердження. Стросон вважає, що це не твердження взагалі.

## Твердження як абстрактна єдність
У деяких трактуваннях «твердження» вводиться для того, щоб відрізняти речення від його інформаційного змісту. Твердження розглядається як інформаційний зміст інформативного речення. Таким чином, речення пов'язане з твердженням як, наприклад, числівник стосується відповідного числа. Твердження — це абстрактні логічні єдності, в той час як речення є граматичні єдності.